# Station Santpoort Zuid
Station Santpoort Zuid is een spoorwegstation van Santpoort en is gelegen in de provincie Noord-Holland aan de spoorlijn van Haarlem naar Uitgeest en Alkmaar. Het station wordt bediend door NS. Het station is geopend op 1 mei 1867.

## Geschiedenis
Het eerste station van Santpoort Zuid is gebouwd in 1867. Dit bestond uit een houten gebouw langs het enkelspoor, met een laaggelegen perron. In 1880 is er nog een tweede perron bijgebouwd.
In 1898 is vervolgens het tweede station gebouwd, naar een ontwerp van architect Dirk Margadant, dezelfde ontwerper als van het huidige station Haarlem. In 1899 is station Santpoort Zuid dan in gebruik genomen samen met de verdubbeling van de spoorlijn Haarlem - Uitgeest. Het station bestaat uit een stationsgebouw waar vroeger een laad- en losplaats langs lag met een derde spoor. Het eilandperron werd en wordt gebruikt voor het reizigersvervoer met dienstenruimten en wachtkamer.
Het station en omgeving kende veel activiteit. Er is zelfs een klein emplacement geweest compleet met wisselstraten en een aftakking van het spoor naar het gesticht Meer en Berg. Deze aftakking is in gebruik geweest tot 1954 en resten daarvan zijn nog steeds te vinden op het oude tracé. De aftakking werd gebruikt om kolen te brengen naar het gesticht. Op de locatie van het emplacement zijn een tankstation en diverse garages te vinden.

## Naamgevingen
In de geschiedenis van het station heeft het veel verschillende namen gehad. Het station van 1867 is geopend als Zandpoort. In 1887 gevolgd door Sandpoort Meer en Berg en Santpoort Meer en Berg in 1898. Dit is gedaan om geen verwarring te creëren met het naburige Zandvoort, wat nu voor veel Santpoorters nog steeds 'problemen' geeft.
In 1918 is het station vervolgens hernoemd naar Santpoort. En als laatste heeft het de huidige naam Santpoort Zuid gekregen in 1958, vanwege de bouw van de Velsertunnel. In 1957 is namelijk een nieuw station Santpoort Noord geopend, het tweede station van Santpoort. Omdat er anders verwarring zou ontstaan met twee dezelfde stationsnamen hebben de stations de toevoeging Zuid en Noord gekregen, en luidt de officiële naam voor het station te Zandvoort Zandvoort aan Zee, hoewel er eigenlijk geen plaats bestaat met die naam.

## Treinen
De volgende treinserie doet station Santpoort Zuid aan:
| Serie | Treinsoort    | Route                                                                | Bijzonderheden                                                                                  |
| ----- | ------------- | -------------------------------------------------------------------- | ----------------------------------------------------------------------------------------------- |
| 4800  | Sprinter (NS) | Amsterdam Centraal – Haarlem – Santpoort Zuid – Alkmaar – Hoorn      | Rijdt vanaf 20:00 uur één keer per uur tussen Alkmaar en Hoorn.                                 |
| 14800 | Sprinter (NS) | Uitgeest – Beverwijk – Santpoort Zuid – Haarlem – Amsterdam Centraal | Rijdt enkel eenmaal in de late vrijdag- en zaterdagavond en alleen richting Amsterdam Centraal. |

## Bussen
Bij station Santpoort-Zuid stopt ook buurtbus 481 (Haarlem Delftplein - Santpoort - Bloemendaal - Overveen - Haarlem Ramplaankwartier) van Connexxion.

## Ontwikkeling aantal reizigers
Het aantal door NS vervoerde reizigers (per gemiddelde werkdag) ontwikkelde zich sedert 2019 als volgt:
| Jaar | Aantal reizigers |
| ---- | ---------------- |
| 2019 | 992              |
| 2020 | 488              |
| 2021 | 512              |
| 2022 | 703              |
| 2023 | 818              |
| 2024 | 812              |

## Afbeeldingen

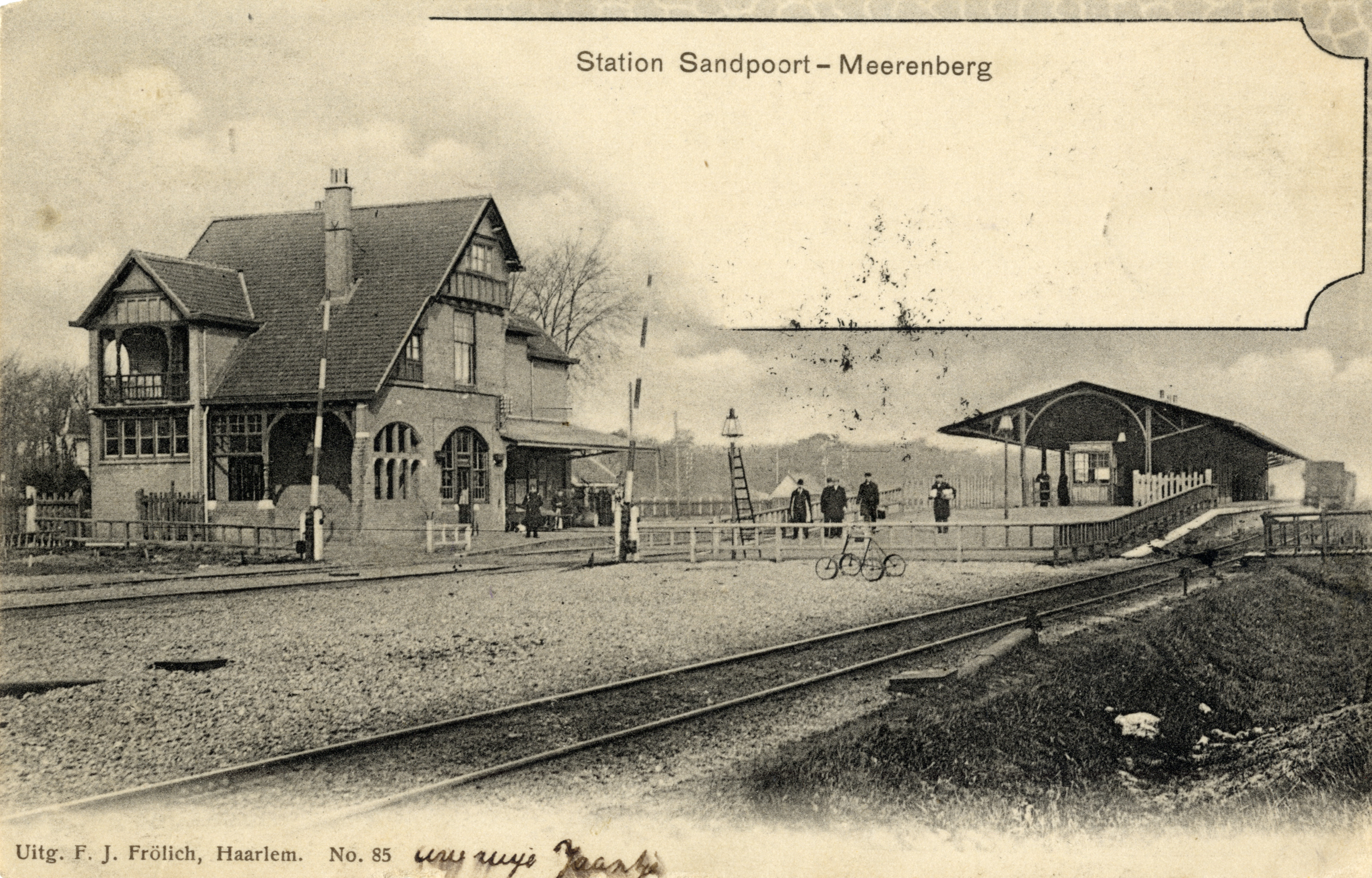
Het station tussen 1898 en 1903
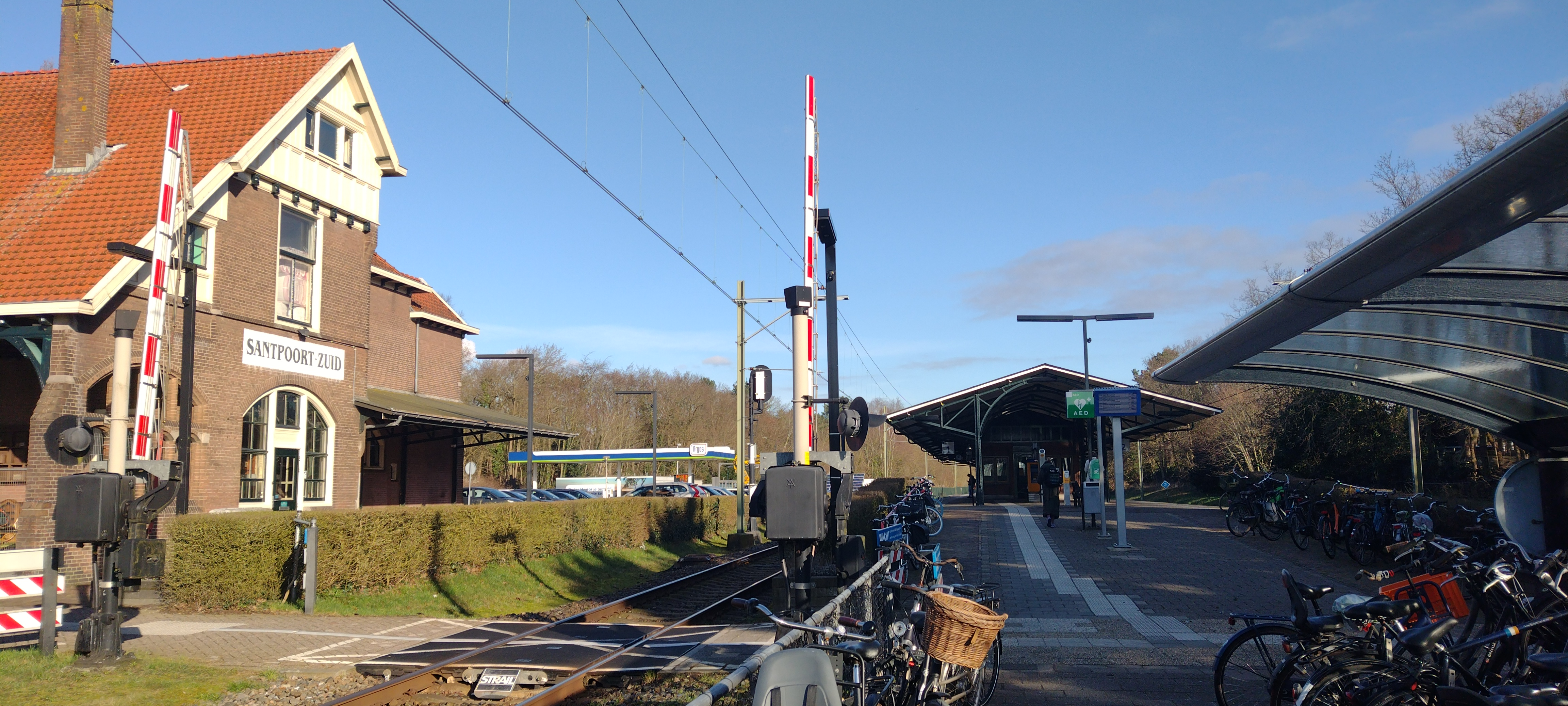
Station in 2024
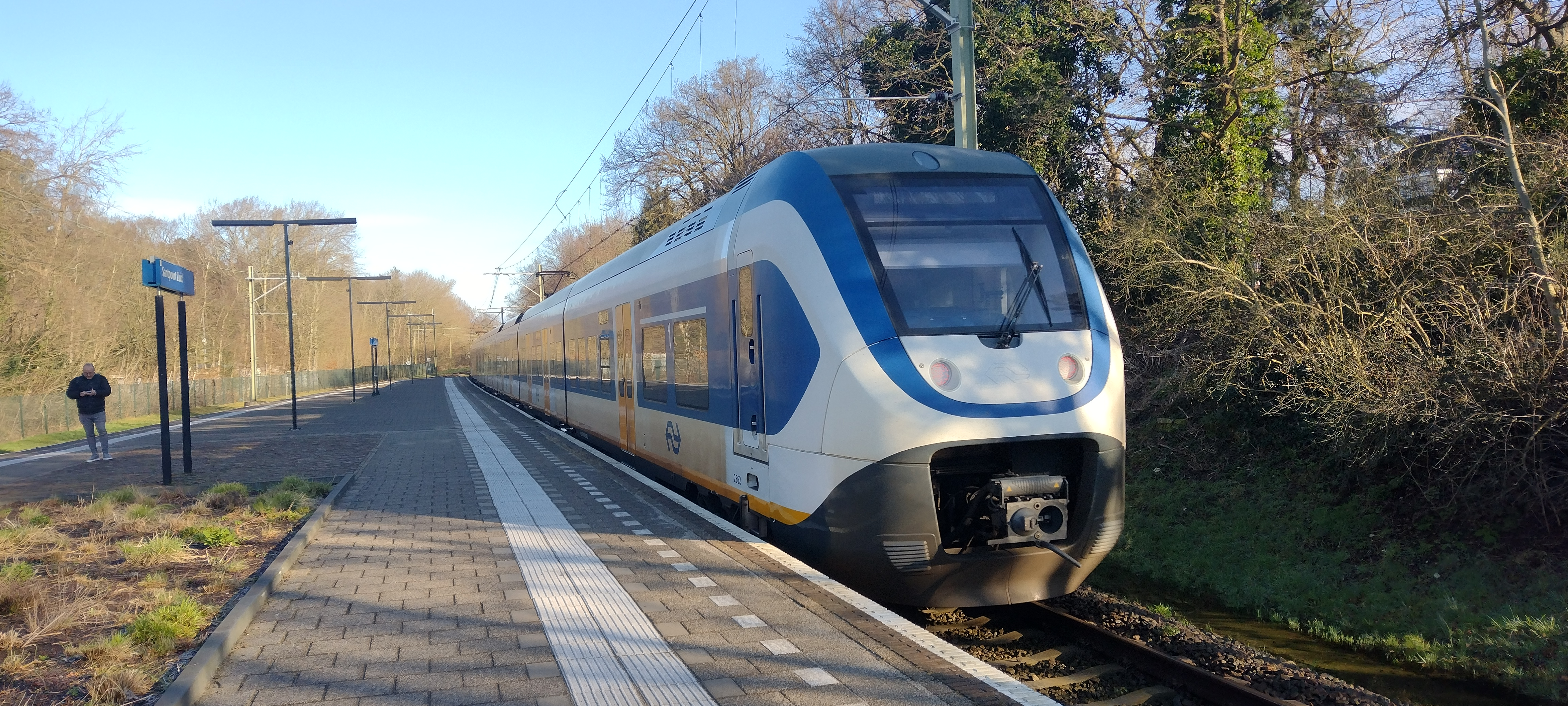
SLT op het station
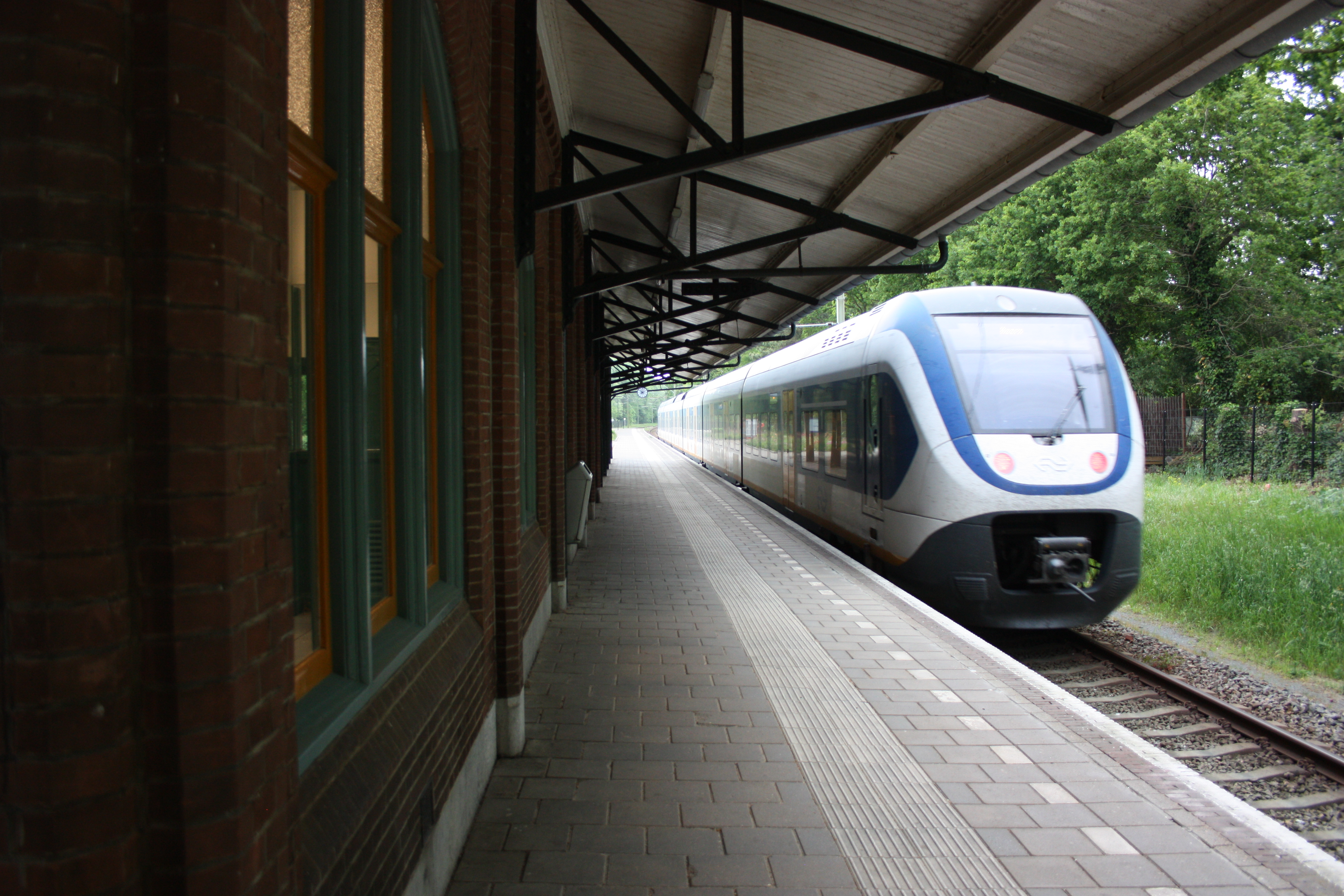
Het perron met een sprinter
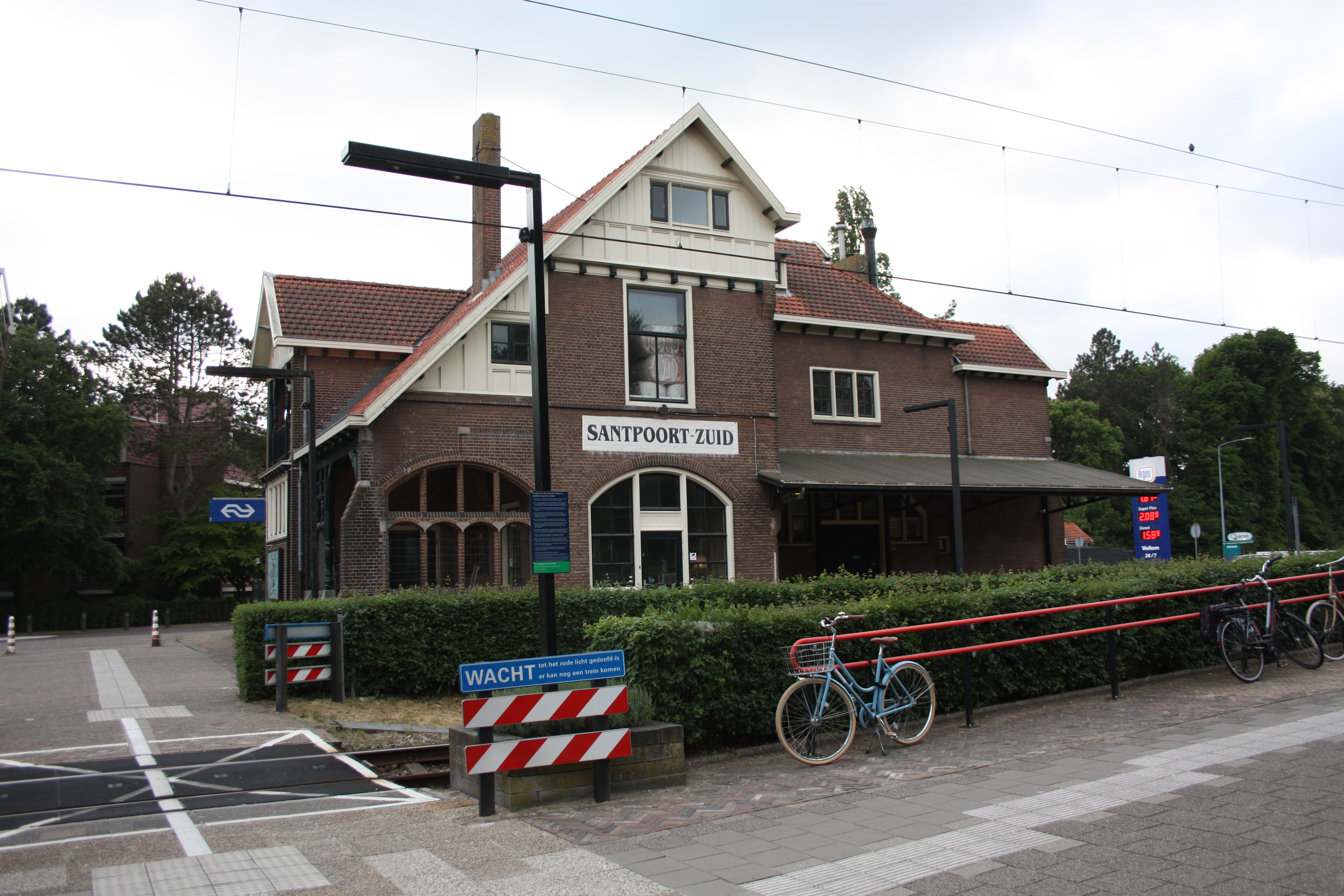
Het stationsgebouw

## Trivia
Het populaire satirisch programma Jiskefet heeft zich in een aantal afleveringen afgespeeld op het station.